# Баґневко (Куявсько-Поморське воєводство)
Баґневко (пол. Bagniewko) — село в Польщі, у гміні Прущ Свецького повіту Куявсько-Поморського воєводства.
Населення — 184 особи (2011).
У 1975-1998 роках село належало до Бидгощського воєводства.

## Демографія
Демографічна структура станом на 31 березня 2011 року:
|          | Загалом | Допрацездатний вік | Працездатний вік | Постпрацездатний вік |
| -------- | ------- | ------------------ | ---------------- | -------------------- |
| Чоловіки | 98      | 35                 | 58               | 5                    |
| Жінки    | 86      | 24                 | 48               | 14                   |
| Разом    | 184     | 59                 | 106              | 19                   |